# Bitterkruid (geslacht)
Bitterkruid (Picris) is een geslacht van planten in de Composietenfamilie Asteraceae, onderfamilie Cichorioideae.
De wetenschappelijke geslachtsnaam Picris is afgeleid van het griekse picros dat bitter betekent.
Het geslacht kent eenjarige, tweejarige en overblijvende soorten. Het geslacht telt 40-50 soorten.
Volgens de 22e editie van de Flora van Heukels komen in Nederland voor:
- Dubbelkelk (Picris echioides)
- Echt bitterkruid (Picris hieracioides)

Deze kent de volgende ondersoorten:
- - Picris hieracioides subsp. hieracioides
  - Picris hieracioides subsp. grandiflora (Ten.) Arcang
  - Picris hieracioides subsp. spinulosa (Gussone) Arcang
  - Picris hieracioides subsp. japonica (Thunb.) Krylov
  - Picris hieracioides subsp. kamtschatica (Ledeb.) Hultén
  - Picris hieracioides subsp. longifolia (Boiss. & Reut.) P.D.Sell

De meeste soorten komen voor in het Middellandse Zeegebied.